# Otto von Vacano
Otto von Vacano (* 2. April 1827 in Simmern; † 16. November 1897 in Colmar) war ein deutscher Jurist und Präsident des Oberlandesgerichts Colmar im Reichsland Elsaß-Lothringen.

## Leben
Otto von Vacano besuchte das Gymnasium in Koblenz und studierte Rechts- und Kameralwissenschaften in Bonn und Heidelberg. In Bonn war er Mitglied des Corps Rhenania und nahm für die Bonner Studentenschaft im September 1848 als Delegierter an der 2. Eisenacher allgemeinen Studentenversammlung teil. 1859 wurde er Assessor in Trier. Nach der deutschen Reichsgründung und der Einverleibung Elsass-Lothringens wurde er 1872 erster Generaladvokat in Colmar, 1876 Senats-, 1889 Oberlandesgerichtspräsident ebenda. 1894 erhielt er den Titel eines Wirklichen Geheimen Oberjustizrats (Geheimrat).  Als Oberlandesgerichtspräsident gehörte er qua Amt dem Staatsrat von Elsaß-Lothringen an.
Neben seinem Beruf wirkte er auch als Schriftsteller mit Themen aus seiner Hunsrücker Heimat.
Sein Sohn Franz von Vacano (1876–1947) wurde ebenfalls Richter und Präsident des Landgerichts Bochum, sein Enkel Otto Wilhelm von Vacano wurde Archäologe.

## Werke
- Ueber die Lehre des Code Napoleon von den Solidar-Obligationen, in Annalen für Rechtspflege und Gesetzgebung in den preußischen Rheinprovinzen. Bd. 9, 1859, S. 1–36[3]
- Herzog Reichard: Romanze Simmern, Böhmer 1897